# Kanton Toulouse-8
Der Kanton Toulouse-8 ist seit 1973 ein französischer Wahlkreis im Arrondissement Toulouse, im Département Haute-Garonne und in der Region Okzitanien; sein Hauptort ist Toulouse. 

## Gemeinden
Der Kanton besteht aus einem Teil der Stadt Toulouse und einer weiteren Gemeinde mit insgesamt 80.121 Einwohnern (Stand: 1. Januar 2022) auf einer Gesamtfläche von 27,54 km²:
| Gemeinde          | Einwohner 1. Januar 2022 | Fläche km² | Dichte Einw./km² | Code INSEE | Postleitzahl                             |
| ----------------- | ------------------------ | ---------- | ---------------- | ---------- | ---------------------------------------- |
| Launaguet         | 9.216                    | 7,02       | 1.313            | 31282      | 31140                                    |
| Toulouse          | 70.905                   | 20,52      | 3.455            | 31555      | 31000, 31100, 31200, 31300, 31400, 31500 |
| Kanton Toulouse-8 | 80.121                   | 27,54      | 2.909            | 3122       | –                                        |

1. ↑   Nur der nördliche Teil der Gemeinde, der Rest verteilt sich auf die Kantone Toulouse-1, Toulouse-2, Toulouse-3, Toulouse-4, Toulouse-5, Toulouse-6, Toulouse-7, Toulouse-9, Toulouse-10 und Toulouse-11.

Bis zur landesweiten Neuordnung der französischen Kantone im März 2015 bestand der Kanton aus den zehn Gemeinden Balma, Beaupuy, Drémil-Lafage, Flourens, Mondouzil, Mons, Montrabé, Pin-Balma, Quint-Fonsegrives und Toulouse. Er besaß einen anderen INSEE-Code als heute, nämlich 3143.